# Xyliphius lepturus
Xyliphius lepturus är en fiskart som beskrevs av Orcés V. 1962. Xyliphius lepturus ingår i släktet Xyliphius och familjen Aspredinidae. Inga underarter finns listade i Catalogue of Life.